# Флаг Приуральского района
Флаг муниципального образования Приура́льский район Ямало-Ненецкого автономного округа Тюменской области Российской Федерации — опознавательно-правовой знак, служащий официальным символом муниципального образования. Флаг муниципального образования языком геральдических символов гармонично отражает историю становления района, его природные особенности и богатства, а также основной профиль деятельности местного населения и национальный колорит.
Флаг утверждён 23 апреля 1999 года решением Районного Собрания Депутатов муниципального образования Приуральский район № 12 «О гербе и флаге муниципального образования Приуральский район».
Данный флаг был представлен в Государственную герольдию при Президенте Российской Федерации и после его доработки внесён в Государственный геральдический регистр Российской Федерации с присвоением регистрационного номера 490.
Текст Положения «О флаге муниципального образования Приуральский район», утверждённый решением от 23 апреля 1999 года, существует в двух различных вариантах (поправки не вносились):
1. в сборнике «Геральдические символы Ямала в законах, постановлениях, решениях и распоряжениях», изданном Государственной Думой Ямало-Ненецкого автономного округа, приводится описание флага до его представления на геральдическую экспертизу[1];
2. на сайте Министерства юстиции Российской Федерации приводится описание флага внесённого в Государственный геральдический регистр Российской Федерации[2].

## Первый вариант

### Описание
«Флаг муниципального образования Приуральский район представляет собой голубое полотнище с отношением ширины к длине 2:3, несущее изображение фигур герба муниципального образования».
Геральдическое описание герба гласит: «В лазоревом (голубом, синем) поле золотой десятиугольный диск двумя углами вверх, обременённый таким же, но с вогнутыми сторонами, зелёным диском, в котором золотая голова оленя, изображённая прямо, сопровождаемая вверху серебряным с усечёнными углами бруском, а по бокам серебряными песцом и рыбой, опрокинутыми в стропило».

### Обоснование символики
Флаг разработан на основании современного герба муниципального образования Приуральский район, основной идеей которого стало национальное оленеводство и рыболовство местного коренного населения, о чём говорят голова оленя, фигуры песца и рыбы, изображённые в многоугольнике, который показывает национальный бубен — символ духовности.
Голова оленя и песец в зелёном поле символизируют богатую природу муниципального образования. Зелёный цвет также символ надежды, благополучия и здоровья.
Голубой цвет и рыба показывают то, что муниципальное образование расположено на берегах северных рек, богатых рыбой.
Голубой цвет — символ искренности, красоты и добродетели; символ неба, высоты и глубины.
Белый брусок отражает богатства недр Полярного Урала.
Белым на флаге отражено серебро из герба муниципального образования. Серебро в геральдике — символ простоты, совершенства, мудрости, благородства, мира взаимосотрудничества и говорит о бескрайних северных просторах.
Жёлтым цветом на флаге отражено золото из герба муниципального образования. Золото — символ прочности, силы, великодушия, богатств и солнечного рассвета.

## Второй вариант

### Описание
«Флаг муниципального образования Приуральский район представляет собой полотнище с отношением ширины к длине 2:3, из двух частей — зелёной (к древку) и голубой, несущее изображение фигур герба района».
Геральдическое описание герба гласит: «В рассеченном зеленью и лазурью (синим, голубым) поле золотая голова оленя, изображённая прямо, сопровождаемая вверху серебряным с усеченными углами бруском, а по бокам серебряными песцом и рыбой, опрокинутыми в стропило».

### Обоснование символики
Флаг разработан на основании современного герба муниципального образования Приуральский район, основной идеей которого стали национальные промыслы — оленеводство, охота и рыболовство местного коренного населения, о чём говорят голова оленя, фигуры песца и рыбы.
Голова оленя и песец в зелёном поле символизируют богатую природу района. Зелёный цвет также символ надежды, благополучия и здоровья.
Голубой цвет и рыба показывают то, что район расположен на берегах северных рек, богатых рыбой.
Голубой цвет — символ искренности, красоты и добродетели; символ неба, высоты и глубины.
Белый брусок отражает богатства недр Полярного Урала.
Белый цвет (серебро) — символ простоты, совершенства, мудрости, благородства, мира, взаимосотрудничества и говорит о бескрайних северных просторах.
Жёлтый цвет (золото) — символ прочности, силы, великодушия, богатства и солнечного рассвета.

## См. также

Флаги муниципальных образований Приуральского района
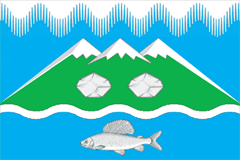
посёлок Харп